# Gumová kachnička

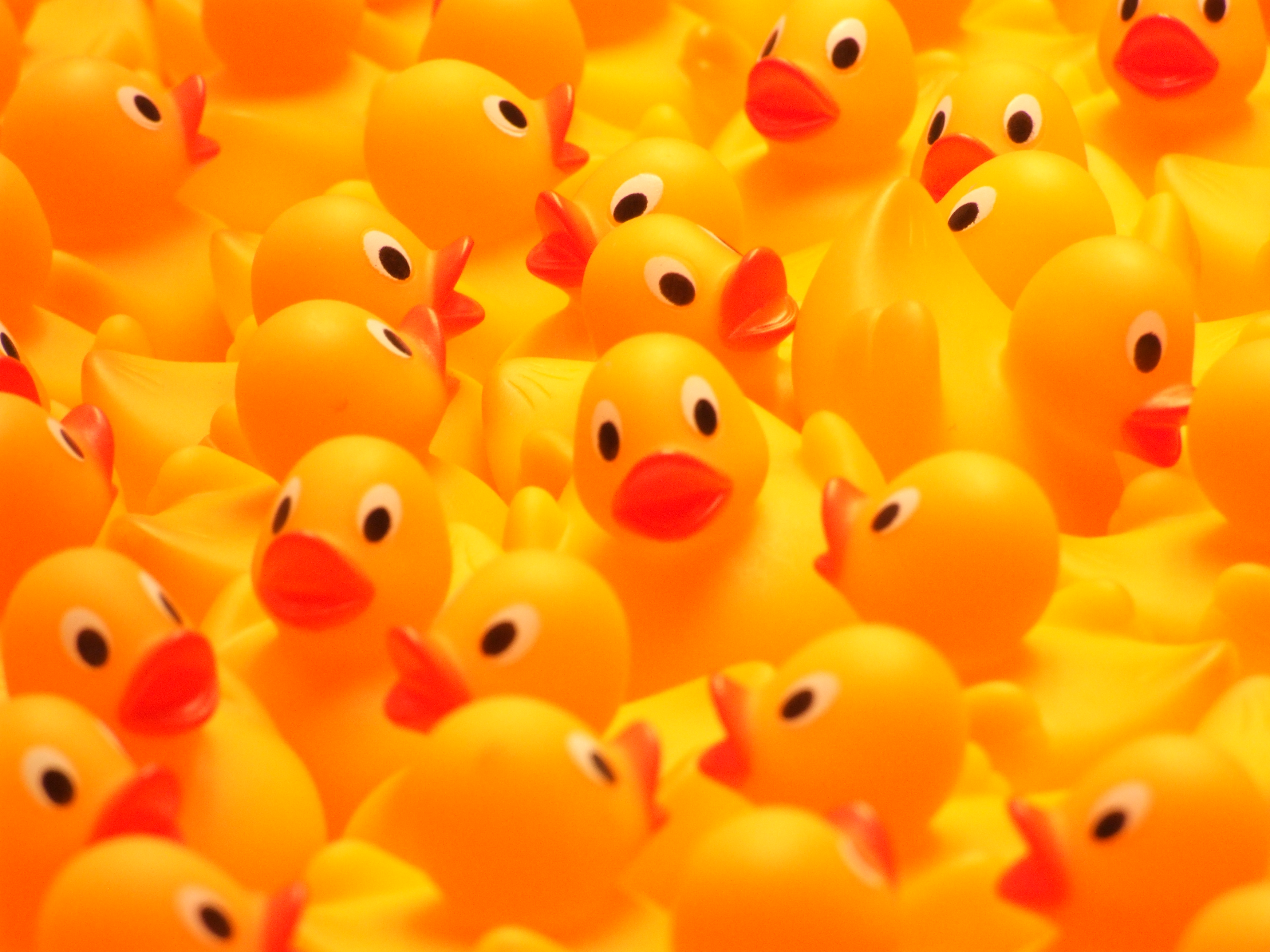
Několik moderních gumových kachniček

Gumová kachnička (také koupací kačenka apod.) je hračka ve tvaru kachny dříve vyráběná z pryže, v dnešní době nejčastěji spíše z PVC. Koupací kachničky mají povětšinou žlutou barvu.
Nejčastěji jsou kachničky navrhovány jako hračky pro zpestření koupání. Kachnička může být různorodého tvaru, velikosti i barvy. Těší se veliké oblíbenosti, a ačkoliv se jedná především o hračku takřka přednostně určenou pro děti, zaujímají široké spektrum obdivovatelů různého věku.
Kachničky mohou být vybaveny také pískátkem, které vydává kvičící nebo pisklavý zvuk.

## Historie
Skutečný původ kachniček není znám, ale historicky jsou nevyhnutelně spojeny s výskytem průmyslové výroby gumy, která se datuje do druhé poloviny 18. století. Nejdříve byly kachničky vyráběny z tvrdší gumy. Tyto žluté kachničky se staly ikonou americké popkultury a jsou často používány jako symboly spojené s koupáním, vanou, pěnou do koupele, dětmi a batolaty. Slávu přinesl koupacím kachničkám Jim Henson, když v roce 1970 nazpíval v roli Ernieho, populárního maňáska z dětského pořadu Sezamová ulice, píseň Rubber Duckie.
Popularita kachniček vzrostla opětovně v posledních letech, nyní nalezneme široký výběr různých variací koupacích kachniček, včetně „ďábelských kachen“, „mrtvých kachen“, i „kachní nevěstu a ženicha“.
V roce 2001 britský bulvární plátek The Sun uvedl článek o královně Alžbětě II., že se v její koupelně nachází kachnička, která nosí nafukovací korunu. Tato kachnička byla údajně spatřena pracovníkem, který opravoval koupelnu. Příběh vedl k výprodeji kachniček ve Spojeném království – prodej vzrostl o 80 % a to během několika málo dnů.[zdroj?]
Koupací kachničky jsou oblíbené především v zemích jako jsou Velká Británie, Kanada, Německo, Japonsko, Singapur, Austrálie, Nový Zéland, USA a Holandsko.
V roce 2007 byla do Guinnessovy knihy rekordů za nejrozsáhlejší sbírku kachniček čítající 2583 jedinečných kusů zapsána Charlotte Lee ze Seattlu v USA. V roce 2010 činila její sbírka 5239 kusů.
10. ledna 1992 došlo k nehodě nákladní lodě Evergreen Ever Laurel, během které se do oceánu během bouře převrátil kontejner vezoucí gumové kachničky, želvičky a další gumové plovoucí hračky. Přibližně 29 000 gumových zvířátek následně začalo brázdit světový oceán. Od pobřeží Číny se vydaly k Aljašce, v roce 1995 zamrzly v Arktidě, kde byly po několik let. V roce 2000 v ledových krách dopluly k Islandu, kde se opětovně uvolnily a v roce 2001 se nacházely v oblasti severního Atlantiku, kde se potopil Titanik. Tato cesta kachniček pomohla vědcům (např. oceánografové ze Seattlu Curtis Ebbesmeyer a James Ingraham) pochopit podrobnější mechanismus pohybu vodních mas ve světovém oceánu.

## Církev gumové kachničky
Roku 2021 založil komik Leo Bassi v Madridu Církev gumové kachničky. Jedná se o recesistickou duchovní organizaci založenou k „uctění malých věcí“. Recesistické mše se konají každou neděli. Bassi v nich probírá aktuální dění, ze kterého si dělá legraci a místo zpívání kváká.

## Český rekordman
Tomáš Vladimír Goroš z obce Čtveřín je vášnivým sběratelem gumových kachniček, jehož sbírka byla zapsána do České databanky rekordů s 1462 exempláři. Od té doby jeho kolekce dále roste a k dnešnímu dni již obsahuje 1762 unikátních kachniček. Jeho zájem začal v březnu 2006, kdy obdržel svou první žlutou kachničku od matky. Fascinuje ho historický a nostalgický význam těchto hraček, jejich různorodost a kreativita, stejně jako komunita sběratelů sdílející stejnou vášeň. Hledání nových a originálních kousků je pro něj výzvou, která vyžaduje důkladný průzkum a cestování, například do Amsterdamu.